# Всемирный Кубок чемпионов по волейболу среди женщин 1997
2-й розыгрыш Всемирного Кубка чемпионов по волейболу среди женщин прошёл с 14 по 23 ноября 1997 года в трёх городах Японии с участием 6 национальных сборных команд. Обладателем Кубка стала сборная России.

## Команды-участницы
Япония — страна-организатор;
Россия — чемпион Европы 1997;
Китай — чемпион Азии 1997;
Куба — чемпион Северной, Центральной Америки и Карибского бассейна 1997;
Бразилия — чемпион Южной Америки 1997;
Южная Корея — по приглашению организаторов турнира.

## Система проведения
6 команд-участниц розыгрыша Всемирного Кубка чемпионов провели однокруговой турнир, по результатам которого определены итоговые места.
Турнир прошёл по экспериментальным правилам с лимитом времени. Как и раньше, матч игрался до побед в трёх партих одного из соперников (максимальная продолжительность матча — пять партий). Первые четыре партии проводились по традиционной системе до 15 очков (максимум до 17), но с 25-минутным лимитом продолжительности партии (не считая времени на перерывы, связанные с травмой игрока или по какой-либо другой уважительной причине). Тайм-ауты и замены разрешались только в первые 20 минут каждого сета. Если одна из команд набирала необходимые для победы в партии 15 очков ранее отведённого времени, то партия заканчивалась. Если какая-либо из первых четырёх партий не завершалась в установленные 25 минут, то после минутного технического тайм-аута игра возобновлялась по системе тай-брейка с присуждением очка при каждом розыгрыше мяча. Партия прекращалась как только одна из команд набирала 15 очков, но разница в очках не должна быть менее двух. Если после четырёх партий счёт по сетам был ничейный 2:2, то решающая пятая партия игралась по системе тай-брейка.

## Результаты
| М | Команда     | 1   | 2   | 3   | 4   | 5   | 6   | И | В | П | С/П  | О  |
| - | ----------- | --- | --- | --- | --- | --- | --- | - | - | - | ---- | -- |
| 1 | Россия      |     | 3:1 | 3:2 | 3:0 | 3:0 | 3:0 | 5 | 5 | 0 | 15:3 | 10 |
| 2 | Куба        | 1:3 |     | 3:1 | 3:2 | 3:0 | 3:0 | 5 | 4 | 1 | 13:6 | 9  |
| 3 | Бразилия    | 2:3 | 1:3 |     | 3:0 | 3:0 | 3:0 | 5 | 3 | 2 | 12:6 | 8  |
| 4 | Китай       | 0:3 | 2:3 | 0:3 |     | 3:1 | 3:0 | 5 | 2 | 3 | 8:10 | 7  |
| 5 | Япония      | 0:3 | 0:3 | 0:3 | 1:3 |     | 3:1 | 5 | 1 | 4 | 4:13 | 6  |
| 6 | Южная Корея | 0:3 | 0:3 | 0:3 | 0:3 | 1:3 |     | 5 | 0 | 5 | 1:15 | 5  |

Осака
14 ноября
Китай — Бразилия 3:1 (15:13, 15:8, 12:15, 15:9); Россия — Китай 3:0 (15:5, 15:7, 15:3); Япония — Южная Корея 3:1 (15:12, 15:7, 13:15, 15:10).
16 ноября
Бразилия — Южная Корея 3:0 (16:14, 15:4, 15:3); Россия — Япония 3:0 (15:3, 15:10, 27:25); Куба — Китай 3:2 (9:15, 11:15, 15:7, 15:8, 15:10).
Хиросима
18 ноября
Куба — Южная Корея 3:0 (15:8, 15:10, 15:2); Россия — Бразилия 3:2 (7:15, 15:7, 9:15, 15:7, 15:10); Китай — Япония 3:1 (15:4, 10:15, 15:13, 15:8).
Токио
21 ноября
Россия — Куба 3:1 (15:9, 13:15, 15:6, 15:9); Китай — Южная Корея 3:0 (15:6, 15:12, 15:5); Бразилия — Япония 3:0 (15:13, 15:1, 15:9).
23 ноября
Куба — Япония 3:0 (15:7, 15:13, 17:15); Россия — Южная Корея 3:0 (15:6, 15:11, 15:5); Бразилия — Китай 3:0 (15:6, 15:6, 15:9).

## Итоги

### Положение команд
| Россия         |
| Куба           |
| Бразилия       |
| 4. Китай       |
| 5. Япония      |
| 6. Южная Корея |

### Призёры
Россия: Наталья Морозова, Анастасия Беликова, Елена Батухтина, Анна Артамонова, Елена Година, Наталья Сафронова, Евгения Артамонова, Елизавета Тищенко, Елена Василевская, Ирина Тебенихина, Татьяна Грачёва, Ольга Чуканова. Главный тренер — Николай Карполь.
  Куба: Юмилка Руис Луасес, Мирея Луис Эрнандес, Лилия Искьердо Агирре, Идальмис Гато Мойя, Регла Белл Маккензи, Индира Местре Баро, Регла Торрес Эррера, Лиана Меса Луасес, Таисмари Агуэро Лейва, Ана Ибис Фернандес Валье, Марта Санчес Сальфран, Сойла Баррос Фернандес. Главный тренер — Антонио Пердомо Эстрелья.
  Бразилия: Ана Мозер, Жанина Консейсао, Анжела Морайнс, Карин Негран, Фернанда Довал, Силен Древинк, Илма Калдейра, Вирна Диас, Ана Лима, Ана Алварис, Фернанда Вентурини, Элия Рожерио ди Соуза (Фофан). Главный тренер — Бернардо Резенди.

### Индивидуальные призы
MVP:  Евгения Артамонова
Лучшая нападающая:  Регла Белл Маккензи
Лучшая блокирующая:  Анастасия Беликова
Лучшая связующая:  Таисмари Агуэро Лейва
Лучшая на подаче:  Наталья Морозова
Лучшая на приёме:  Елена Батухтина
Лучшая в защите:  Хироко Цукумо
Самая результативная:  Евгения Артамонова